# Tcheneran
Tcheneran är en typ av häst som utvecklats i Turkmenistan. Tcheneranästen är inte en riktig hästras utan snarare ett namn på en korsning mellan Persisk arab och turkmenska ston. Anmärkningsvärd är att avkommorna blir dåliga om man korsar Persiska arabston med turkmenska hingstar. Det måste vara tvärtom för att avkommorna ska vara av bra kvalitet. Inte heller avlar man Tcheneranhästarna med varandra eftersom avkommorna inte alls håller det mått på hästarna man vill ha. Men dessa hästar är både vackra och uthålliga hästar som är otroligt säkra på foten och bekväma att rida.

## Historia
Tcheneranhästen har fötts upp sedan 1700-talet i Turkmenistan speciellt för att få fram tåliga och härdiga ridhästar. Dessa hästar eftersöktes av kavallerier runt om i hela Eurasien och Centralasien förr i tiden. Eftersom rasen i grund och botten bara kan korsas fram har Tcheneranhästen inte fått en status som egen ras.

## Egenskaper
Tcheneranhästen påminner mycket om en lite kraftigare arab med ett ädelt huvud och vackert böjd hals. Rasen är en väldigt säker bergshäst som är lättlärd och nästan oumbärlig för vissa stammar som bor i bergsområdena i Turkmenistan.